# Saint-Marceau, Ardennes

Saint-Marceau este o comună în departamentul Ardennes din nordul Franței. În 1 ianuarie 2022 avea o populație de 351 de locuitori.